# M 14 (Ukraine)
Die M 14 ist eine Fernstraße von internationaler Bedeutung in der Ukraine. Sie führt von Odessa in östliche Richtung und größtenteils parallel zur Schwarzmeerküste über Mykolajiw, Cherson, Melitopol, Berdjansk und Mariupol zur russischen Grenze bei Taganrog. Bis 1991 war die Strecke Teil der M 23 im sowjetischen Fernstraßennetz. In Russland trug der Abschnitt von der Grenze bis nach Rostow am Don noch bis 2010 diese Bezeichnung.

## Verlauf
0 km – Odessa
Oblast Mykolajiw
38 km – Koblewe
109 km – Mykolajiw
171 km – Cherson
216 km – Tjahynka
248 km – Beryslaw
258 km – Nowa Kachowka
293 km – Abzweigung nach Nowooleksijiwka und auf die Halbinsel Krim
353 km – Nyschni Torhaji
Oblast Saporischschja
442 km – Melitopol
465 km – Pryasowske
423 km – Prymorsk
461 km – Berdjansk
476 km – Ossypenko
Oblast Donezk
520 km – Manhusch
548 km – Mariupol
589 km – Nowoasowsk